# Çakallarla Dans
 Pour plus de détails, voir Fiche technique et Distribution
Çakallarla Dans est une série comique turque composée de sept films.

## Distribution
| Personnages            | Films et courts métrages (par ordre chronologique) | Films et courts métrages (par ordre chronologique) | Films et courts métrages (par ordre chronologique) | Films et courts métrages (par ordre chronologique) | Films et courts métrages (par ordre chronologique) | Films et courts métrages (par ordre chronologique) | Films et courts métrages (par ordre chronologique) |
| Personnages            | Çakallarla Dans (2010)                             | Çakallarla Dans 2 (2012)                           | Çakallarla Dans 3 (2014)                           | Çakallarla Dans 4 (2016)                           | Çakallarla Dans 5 (2018)                           | Çakallarla Dans 6 (2022)                           | Çakallarla Dans 7 (2024)                           |
| ---------------------- | -------------------------------------------------- | -------------------------------------------------- | -------------------------------------------------- | -------------------------------------------------- | -------------------------------------------------- | -------------------------------------------------- | -------------------------------------------------- |
| Personnages principaux |                                                    |                                                    |                                                    |                                                    |                                                    |                                                    |                                                    |
| Gökhan                 | Şevket Çoruh                                       | Şevket Çoruh                                       | Şevket Çoruh                                       | Şevket Çoruh                                       | Şevket Çoruh                                       | Şevket Çoruh                                       | Şevket Çoruh                                       |
| Necmi                  | Timur Acar                                         | Timur Acar                                         | Timur Acar                                         | Timur Acar                                         | Timur Acar                                         | Timur Acar                                         | Timur Acar                                         |
| Hikmet                 | Murat Akkoyunlu                                    | Murat Akkoyunlu                                    | Murat Akkoyunlu                                    | Murat Akkoyunlu                                    | Murat Akkoyunlu                                    | Murat Akkoyunlu                                    | Murat Akkoyunlu                                    |
| Hüseyin                | Hakan Bilgin                                       | Hakan Bilgin                                       | Hakan Bilgin                                       | Hakan Bilgin                                       | Hakan Bilgin                                       | Hakan Bilgin                                       | Hakan Bilgin                                       |
| Adem                   | Ceyhun Yılmaz                                      | Ceyhun Yılmaz                                      | Ceyhun Yılmaz                                      | Ceyhun Yılmaz                                      | Ceyhun Yılmaz                                      | Ceyhun Yılmaz                                      | Ceyhun Yılmaz                                      |
| Fatma                  | Didem Balçın                                       | Didem Balçın                                       | Didem Balçın                                       | Didem Balçın                                       | Didem Balçın                                       | Didem Balçın                                       | Didem Balçın                                       |
| Servet                 | İlker Ayrık                                        | İlker Ayrık                                        | İlker Ayrık                                        | İlker Ayrık                                        | İlker Ayrık                                        | İlker Ayrık                                        |                                                    |